# Isole Bisentina e Martana
Isole Bisentina e Martana este o arie protejată (arie specială de conservare — SAC, sit de importanță comunitară — SCI) din Italia întinsă pe o suprafață de 26 ha, integral pe uscat.

## Localizare
Centrul sitului Isole Bisentina e Martana este situat la coordonatele 42°34′54″N 11°54′21″E / 42.581667°N 11.905833°E.

## Înființare
Situl Isole Bisentina e Martana a fost declarat sit de importanță comunitară în decembrie 1995 pentru a proteja 4 specii de animale. Situl a fost protejat și ca arie specială de conservare în decembrie 2016.

## Biodiversitate
Situată în ecoregiunea mediteraneană, aria protejată conține 2 habitate naturale: Pseudostepă cu ierburi și specii anuale de Thero-Brachypodietea, Păduri de Quercus ilex și Quercus rotundifolia.
La baza desemnării sitului se află mai multe specii protejate de  păsări (4): pescăruș albastru (Alcedo atthis), egretă mică (Egretta garzetta), șoim călător (Falco peregrinus), stârc de noapte (Nycticorax nycticorax).
Pe lângă speciile protejate, pe teritoriul sitului au mai fost identificate 1 specie de plante, 1 specie de păsări.